# Dänische Frauen-Feldhandballnationalmannschaft
Die dänische Frauen-Feldhandballnationalmannschaft vertrat Dänemark bei Länderspielen und internationalen Turnieren.
Der größte Erfolg war der fünfte Platz bei der Weltmeisterschaft 1960. Neben den 3 Spielen an der Weltmeisterschaft 1960 spielten sie davor nur zwei Spiele.

## Weltmeisterschaften
Die dänische Handballnationalmannschaft nahm an der letzten der drei bis 1960 ausgetragenen Feldhandball-Weltmeisterschaften teil.
| Jahr | Gastgeberland  | Teilnahme bis…   | Ergebnis           | Rang            |
| ---- | -------------- | ---------------- | ------------------ | --------------- |
| 1949 | Ungarn         | keine Teilnahme  | keine Teilnahme    | keine Teilnahme |
| 1956 | BR Deutschland | keine Teilnahme  | keine Teilnahme    | keine Teilnahme |
| 1960 | Niederlande    | Spiel um Platz 5 | Dänemark 6:3 Polen | 5. Platz        |